# レネ・カリスト
レネ・カリスト・ビビアーノ（Rene Calixto Bibiano、1995年4月27日 - ）はメキシコのプロボクサー。アカプルコ出身。ボクシング世界2階級制覇王者の亀田和毅が主宰するTMK GYMとプロモート契約を結んでいる。

## 来歴
地元のボクシングジムで清掃係のアルバイトをしていた際に、当時修行の一環でメキシコに来訪しジムでトレーニングしていた亀田和毅からボクシングをやらないかと誘われ、亀田からグローブやシューズなどボクシング用具一式をプレゼントされたことからボクシングを始めるようになる。
2016年12月10日、グアナフアト州グアナフアトでプロデビュー戦を行い、3回KO勝ちを収めた。
2022年2月26日、ロヘリオ・ロメロ・ガルシアとWBAフェデセントロスーパーフライ級王座決定戦を行い、初回KO勝ちを収め王座獲得に成功した。
2024年12月21日、ツインメッセ静岡で「3150×LUSHBOMU vol.3」の第1試合としてIBF世界スーパーフライ級3位のウィリバルド・ガルシアと前王者フェルナンド・マルティネスの王座返上に伴うIBF世界同級王座決定戦を行うも、12回1-1（116-112、110-118、114-114）の引き分け判定で王座獲得に失敗、黒星とはならなかったもののプロデビュー以来保持してきた連勝記録は23勝でストップした。なお、試合は両者の地元であるメキシコのゴールデンタイムに合わせる形で第1試合として行われた。
2025年1月5日、IBFはIBF世界スーパーフライ級3位のウィリバルド・ガルシアと同級4位のカリストに対してIBF世界同級王座決定戦のダイレクトリマッチによる再戦を指令した。
2025年5月23日、サカテカス州サカテカスのギムナシオ・マルセリーノ・ゴンザレスでIBF世界スーパーフライ級3位のウィリバルド・ガルシアとIBF世界同級王座決定戦の再戦を行うも、プロ初黒星となる12回1-2（115-113、112-116、113-115）の判定負けを喫し王座獲得に失敗した。

## 獲得タイトル
- WBAフェデセントロスーパーフライ級王座